# Aljinovići
Aljinovići (cyr. Аљиновићи) – wieś w Serbii, w okręgu zlatiborskim, w gminie Prijepolje. W 2011 roku liczyła 131 mieszkańców.